# Багатенький Річі
«Багатенький Річі» (англ. Richie Rich) — американська комедія 1994 року режисера Дональда Петрі, знята за однойменним коміксом Альфреда Гарві та Ворреном Кремером. Остання велика поява у фільмах Маколея Калкіна перед його 10-річною перервою.

## Сюжет
Річі Річ народився в родині багатих батьків, стан яких оцінюється в 70 млрд доларів. У нього є все, що може захотіти дитина, у тому числі власні американські гірки, можливість кататися по місту на ролс-ройс і власний McDonald's в окремій кімнаті. Але у нього немає друзів. 
Одного разу, під час однієї зі своїх прогулянок по місту, Річі познайомився зі звичайними дітьми з вулиці. Вони грали в бейсбол і Річі попросився пограти з ними. Річі вразив їх майстерністю своєї гри (його вчителем був знаменитий спортсмен), а потім запросив до себе в гості. Через деякий час англійська королева запрошує подружжя Річей до себе на чай, але маленький Річі залишається вдома, під приводом того, що до нього прийдуть друзі. 
Але про те, що Річі залишився вдома, не знав злодій, підклавши бомбу в особистий літак Річей, сподіваючись знищити все сімейство. Бомбу виявляють і викидають з літака вже під час польоту, але вона все одно детонує і відриває у літака хвостову частину. Літак зазнає краху, і мати з батьком Річі залишаються одні в рятувальній шлюпці посеред відкритого моря. 
Річі доводиться взяти на себе управління всією діловою імперією.

## Акторський склад
- Маколей Калкін – Річі Річ.
  - Рорі Калкін – молодий Річі Річ.
  - Пітер Лемплі – малюк Річ Річ.
- Джон Ларрокетт – Лоуренс Ван Доґ, жадібний фінансовий директор Rich Enterprises, який планує вкрасти багатство родини Річ.
- Едвард Херрманн – Річард Річ-старший.
- Крістін Еберсоул – Регіна Річ.
- Джонатан Гайд – Герберт Артура Рансібл Кедбері, надійний дворецький родини Річ.
- Майк МакШейн – професор Кінбін, геніальний винахідник, який працює на Rich Industries.
- Челсі Росс – Фергюсон, грубий та суворий начальник служби безпеки родини Річ, який планує з Ван Доґом узурпувати імперію сім'ї.
- Маріанджела Піно – Діана Косцінскі.
- Стефі Лінебург – Глорія Косцінскі.
- Майкл Маккароне – Тоні.
- Джоел Робінсон – Омар.
- Джонатан Гіларіо – Пі Ві.
- Реджі Джексон – у ролі самого себе, приватний бейсбольний тренер Річі.
- Метт ДеКаро – Дейв Волтер, керівник заводу United Tool.
- Клаудія Шиффер – у ролі самої себе, приватна інструкторка Річі з аеробіки.
- Бен Стайн – вчитель економіки.
- Шон А. Тейт – Рейнольдс.
- Джоел Еллегант – Елсворт.
- Джастін Зарембі – Реджинальд.
- Едді Бо Сміт – охоронець.

## Виробництво
Незважаючи на те, що сюжет фільму відбувається у Чикаго, фільм майже повністю знятий в маєтку Білтмор в Ешвілі, Північна Кароліна. Деякі сцени, як-от сцена фехтування, дійсно знімалися в Чикаго.

## Цікаві факти
- У момент зйомок Калкін дійсно був найбагатшою дитиною у світі.
- Заради того, щоб вже дорослий Калкін виглядав молодо у відповідності зі сценарієм, вівся жорсткий кастинг акторів дорослих персонажів. Обов’язковою вимогою був високий зріст.
- Незважаючи на всі хитрощі, прихильності публіки фільм не викликав, а сам Калкін був номінований на «Найгіршу чоловічу роль» антипремії «Золота малина».